# Будинок на Трубній
«Будинок на Трубній» — радянський художній фільм-сатирична комедія 1928 року, знята режисером Борисом Барнетом на студії «Межрабпом-Русь».

## Сюжет
Москва в розпал НЕПу. Дрібнобуржуазна публіка влаштовує свій повний суєти і пліток міщанський побут у будинку на Трубній вулиці. Один з мешканців, господар салону-перукарні Голіков, шукає домробітницю — скромну, працьовиту й не членкиню профспілки. Підходящою для експлуатації кандидатурою йому здається сільська дівчина Параня (Парасковія Пітунова). Незабаром будинок на Трубній приголомшує звістка про те, що Парасковія Пітунова обрана депутатом Мосради від профспілки покоївок.

## У ролях
- Віра Марецька —  домробітниця Параня Пітунова
- Володимир Фогель —  Голіков, перукар
- Олена Тяпкіна —  мадам Голікова
- Петро Бакшеєв —  п'яний артист
- Володимир Баталов —  Семен Бивалов, шофер
- Ада Войцик —  Феня, активістка профспілки покоївок
- Сергій Комаров —  Лядов
- Анель Судакевич —  Марина
- Володимир Уральський —  завідувач клубу
- Олександр Громов —  дядько Федір
- Борис Барнет —  перехожий  (немає в титрах)

## Знімальна група
- Автори сценарію: Белла Зорич, Віктор Шкловський, Микола Ердман, Анатолій Марієнгоф, Вадим Шершеневич
- Режисер: Борис Барнет
- Оператор: Євген Алексєєв
- Художник: Сергій Козловський